# Gianni Clerici
Pour les articles homonymes, voir Clerici.
Gianni Clerici, né le 24 juillet 1930 à Côme et mort le 6 juin 2022 à Bellagio est un journaliste sportif, écrivain et commentateur de télévision italien, spécialiste du tennis.
Il a été intronisé au International Tennis Hall of Fame en 2006.

## Biographie
Né à Côme en 1930, Giovanni Emilio Clerici pratique durant sa jeunesse le tennis à haut niveau, remportant deux titres de champion d'Italie junior en double avec Fausto Gardini et la Coupe de Galea à Vichy en 1950. Il a participé au tournoi de Wimbledon en 1953.
Après avoir collaboré de 1951 à 1954 avec La Gazzetta dello Sport et en 1954 avec Sport Giallo et Il Mondo, il devient en 1956 chroniqueur et correspondant à Il Giorno pendant vingt-cinq ans, puis pour le quotidien La Repubblica pendant une trentaine d'années. Auteur de plus de 6000 articles, il a aussi écrit une vingtaine d'ouvrages dont des romans, des pièces de théâtre et des recueils de poèmes. Son œuvre la plus connue est 500 Anni di Tennis, publiée en 1971, traduite en cinq langues et maintes fois rééditée. Il est aussi l'auteur d'une biographie de Suzanne Lenglen intitulée Divina (La Divine). Son travail a été récompensé par un « Premio Vallecorsi » en 1989 en tant que meilleur dramaturge italien et par un « Penna d'Oro » du journaliste sportif italien de l'année en 1992.
Prêtant également ses commentaires sur le tennis à la télévision pendant une quarantaine d'années notamment sur Tele+ et Sky Sport, il est connu pour son ironie et ses fréquentes digressions avec son partenaire Rino Tommasi (it). Ils travaillent ensemble jusqu'au tournoi de Wimbledon en 2011.
Il est le père de la dramaturge et metteur en scène Carlotta Clerici.
Gianni Clerici est mort à Bellagio le 6 juin 2022 à l'âge de 91 ans. En son hommage, la Fédération Italienne de tennis décide de renommer la salle de presse du Foro Italico.

## Publications
- Il vero tennis, Longanesi, 1965
- 500 Anni di Tennis, 1971
- Il tennis facile, Mondadori, 1972
- Il giovin signore, Baldini & Castoldi, 1997
- Les gestes blancs, [« I gesti bianchi »], trad. de Nathalie Castagné, Paris, Éditions Viviane Hamy, 2000, 224 p.  (ISBN 978-2-87858-126-3)
- Suzanne Lenglen, la Divine [« Divina. Suzanne Lenglen, la più grande tennista del XX secolo »], Corbaccio, 2002, trad. de Lise Chapuis, Éditions Viviane Hamy, 2021, 390 p.  (ISBN 9791097417918)
- Erba rossa, Fazi, 2004
- Postumo in vita, Sartorio, 2005
- Mussolini. L'ultima notte, Rizzoli, 2007, 114 p.  (ISBN 9788817017619)
- Wimbledon. Sessant'anni di storia del più importante torneo del mondo, Mondadori, 2013  (ISBN 9788804630708)
- Quello del tennis. Storia della mia vita e di uomini più noti di me, Mondadori, 2015, 200 p.  (ISBN 9788804656456)